# Europamästerskapen i friidrott 1938
Europamästerskapen i friidrott 1938 var de andra Europamästerskapen i friidrott och genomfördes för manliga deltagare 3 september – 5 september 1938 i Paris, Frankrike. Kvinnliga deltagarna tilläts för första gången men damerna gjorde upp om medaljerna 17 september – 18 september i Wien, då beläget i Tyskland.
Tävlingarnas höjdpunkter var världsrekordet i 80 meter häck för damer av italienskan Claudia Testoni och europarekordet på 110 meter häck för herrar av britten Donald Finlay.
Eftersom detta endast var det andra Europamästerskapen kom resultaten i de flesta grenar att innebära nya mästerskapsrekord.

## Förkortningar
- WR = Världsrekord
- ER = Europarekord
- CR = Mästerskapsrekord

## Medaljörer, resultat

### Herrar
Herrtävlingen hölls på Stade Olympique i Colombes nära Paris.
| Gren               | Guld                                                                     | Guld         | Silver                                                                    | Silver  | Brons                                                                               | Brons   |
| 100 meter          | Martinus Osendarp Nederländerna                                          | 10,5 (CR)    | Orazio Mariani Italien                                                    | 10,6    | Lennart Strandberg Sverige                                                          | 10,6    |
| 200 meter          | Martinus Osendarp Nederländerna                                          | 21,2 (CR)    | Jacob Scheuring Tyskland                                                  | 21,6    | Alan Pennington Storbritannien                                                      | 21,6    |
| 400 meter          | Godfrey Brown Storbritannien                                             | 47,9 (CR)    | Karl Baumgarten Nederländerna                                             | 48,0    | Erich Linnhoff Tyskland                                                             | 48,0    |
| 800 meter          | Rudolf Harbig Tyskland                                                   | 1.50,6 (CR)  | Jacques Levèque Frankrike                                                 | 1.51,6  | Mario Lanzi Italien                                                                 | 1.52,0  |
| 1 500 meter        | Sidney Wooderson Storbritannien                                          | 3.53,6 (CR)  | Joseph Mostert Belgien                                                    | 3.54,5  | Luigi Beccali Italien                                                               | 3.55,2  |
| 5 000 meter        | Taisto Mäki Finland                                                      | 14.26,8 (CR) | Henry Jonsson Sverige                                                     | 14.27,4 | Kauko Pekuri Finland                                                                | 14.29,2 |
| 10 000 meter       | Ilmari Salminen Finland                                                  | 30.52,0 (CR) | Giuseppe Beviacqua Italien                                                | 30.53,2 | Max Syring Tyskland                                                                 | 30.57,8 |
| Maraton            | Väinö Muinonen Finland                                                   | 2:37.28 (CR) | Squire Yarrow Storbritannien                                              | 2:39.03 | Henry Palmé Sverige                                                                 | 2:42.13 |
| 110 meter häck     | Donald Finlay Storbritannien                                             | 14,3 (ER)    | Håkan Lidman Sverige                                                      | 14,5    | Reindert Brasser Nederländerna                                                      | 14,8    |
| 400 meter häck     | Prudent Joye Frankrike                                                   | 53,1 (CR)    | József Kóvacs Ungern                                                      | 53,3    | Kell Areskoug Sverige                                                               | 53,6    |
| 3 000 meter hinder | Lars Larsson Sverige                                                     | 9.16,2       | Ludwig Kaindl Tyskland                                                    | 9.19,2  | Alf Lindblad Finland                                                                | 9.21,4  |
| 4 x 100 meter      | Tyskland: Manfred Kersch Gerd Hornberger Karl Neckermann Jacob Scheuring | 40,9 (CR)    | Sverige: Gösta Klemming Åke Stenqvist Lennart Lindgren Lennart Strandberg | 41,1    | Storbritannien: Maurice Scarr Godfrey Brown Arthur Sweeney Ernest Page              | 41,2    |
| 4 x 400 meter      | Tyskland: Hermann Blazejezak Manfred Bues Erich Linnhoff Rudolf Harbig   | 3.13,7 (CR)  | Storbritannien: John Barnes Alfred Baldwin Alan Pennington Godfrey Brown  | 3.14,9  | Sverige: Lars Nilsson Carl-Henrik Gustafsson Börje Thomasson Bertil von Wachenfeldt | 3.17,3  |
| 50 km gång         | Harold Whitlock Storbritannien                                           | 4:41.51 (CR) | Herbert Dill Storbritannien                                               | 4:43.54 | Edgar Bruun Norge                                                                   | 4:44.35 |
| Höjdhopp           | Kurt Lundqvist Sverige                                                   | 1,97         | Kalevi Kotkas Finland                                                     | 1,94    | Lauri Kalima Finland                                                                | 1,94    |
| Längdhopp          | Wilhelm Leichum Tyskland                                                 | 7,65 (CR)    | Arturo Maffei Italien                                                     | 7,61    | Luz Long Tyskland                                                                   | 7,56    |
| Stavhopp           | Karl Sutter Tyskland                                                     | 4,05 (CR)    | Bo Ljungberg Sverige                                                      | 4,00    | Pierre Ramadier Frankrike                                                           | 4,00    |
| Trestegshopp       | Onni Rajasaari Finland                                                   | 15,32 (CR)   | Jouko Norén Finland                                                       | 14,95   | Karl Kotratschek Tyskland                                                           | 14,73   |
| Kulstötning        | Aleksander Kreek Estland                                                 | 15,83        | Gerhard Stöck Tyskland                                                    | 15,59   | Hans Woellke Tyskland                                                               | 15,52   |
| Diskuskastning     | Willi Schröder Tyskland                                                  | 49,70        | Giorgio Oberweger Italien                                                 | 49,48   | Gunnar Bergh Sverige                                                                | 48,72   |
| Släggkastning      | Karl Hein Tyskland                                                       | 58,77 (CR)   | Erwin Blask Tyskland                                                      | 57,34   | Oscar Malmbrandt Sverige                                                            | 51,23   |
| Spjutkastning      | Matti Järvinen Finland                                                   | 76,87 (CR)   | Yrjö Nikkanen Finland                                                     | 75,00   | József Várszegi Ungern                                                              | 72,78   |
| Tiokamp            | Olle Bexell Sverige                                                      | 6 870 (CR)   | Witold Gierutto Polen                                                     | 6 661   | Josef Neumann Schweiz                                                               | 6 444   |

### Damer
Damtävlingen hölls på Praterstadion i centrala Wien
| Gren           | Guld                                                        | Guld       | Silver                                                                               | Silver | Brons                                                                  | Brons |
| 100 meter      | Stanislawa Walasiewicz Polen                                | 11,9 (CR)  | Käthe Krauss Tyskland                                                                | 12,0   | Fanny Blankers-Koen Nederländerna                                      | 12,0  |
| 200 meter      | Stanislawa Walasiewicz Polen                                | 23,8 (CR)  | Käthe Krauss Tyskland                                                                | 24,4   | Fanny Blankers-Koen Nederländerna                                      | 24,9  |
| 80 meter häck  | Claudia Testoni Italien                                     | 11,6 (WR)  | Lisa Gelius Tyskland                                                                 | 11,7   | Kitty ter Braake Nederländerna                                         | 11,8  |
| 4 x 100 meter  | Tyskland: Josephine Kohl Käthe Krauss Emmy Albus Ida Kühnel | 46,8 (CR)  | Polen: Jadwiga Gawronska Barbara Ksiaskiewicz Otylia Kaluzowa Stanislawa Walasiewicz | 48,2   | Italien: Maria Alfero Maria Apollonio Rosetta Cattaneo Italia Lucchini | 49,4  |
| Höjdhopp       | Ibolya Csák Ungern                                          | 1,64 (CR)  | Nelly van Balen-Blanken Nederländerna                                                | 1,64   | Feodora Solms Tyskland                                                 | 1,64  |
| Längdhopp      | Irmgard Praetz Tyskland                                     | 5,88 (CR)  | Stanislawa Walasiewicz Polen                                                         | 5,81   | Gisela Voss Tyskland                                                   | 5,47  |
| Kulstötning    | Hermine Schröder Tyskland                                   | 13,29      | Gisela Mauermayer Tyskland                                                           | 13,27  | Wanda Flakowicz Polen                                                  | 12,55 |
| Diskuskastning | Gisela Mauermayer Tyskland                                  | 44,80 (CR) | Hildegard Sommer Tyskland                                                            | 40,95  | Paula Mollenhauer Tyskland                                             | 39,81 |
| Spjutkastning  | Lisa Gelius Tyskland                                        | 45,58 (CR) | Susi Pastoors Tyskland                                                               | 44,14  | Luise Krüger Tyskland                                                  | 42,49 |

#### Svenska resultat
Tävlande: Märtha Wretman kom på 10.e plats längdhopp men blev utslagen på 100 meter (slutade 7.e i semifinal) och på 200 meter (heat 3 i kvalificeringarna). Karin Färnström slutade på en 7.e plats i höjdhopp. Brita Åwall kom på 8.e plats i spjutkastning och slutade på 9.e plats i diskus och på 10.e plats i kulstötning. Birgit Lundström kom på 4.e plats i diskus. Ingrid Hansson slutade på 12.e plats i längdhopp.

## Medaljfördelning
| Medaljfördelning |                |      |        |       |        |
| Plats            | Land           | Guld | Silver | Brons | Totalt |
| 1                | Tyskland       | 12   | 11     | 10    | 33     |
| 2                | Finland        | 5    | 3      | 3     | 11     |
| 3                | Storbritannien | 4    | 2      | 1     | 7      |
| 4                | Sverige        | 3    | 4      | 6     | 13     |
| 5                | Polen          | 2    | 3      | 1     | 6      |
| 6                | Nederländerna  | 2    | 2      | 4     | 8      |
| 7                | Italien        | 1    | 4      | 3     | 8      |
| 8                | Frankrike      | 1    | 1      | 1     | 3      |
|                  | Ungern         | 1    | 1      | 1     | 3      |
| 10               | Estland        | 1    | -      | -     | 1      |
| 11               | Belgien        | -    | 1      | -     | 1      |
| 12               | Norge          | -    | -      | 1     | 1      |
|                  | Schweiz        | -    | -      | 1     | 1      |